# Trachea stoliczkae
Trachea stoliczkae är en fjärilsart som beskrevs av Felder sensu Moore 1881. Trachea stoliczkae ingår i släktet Trachea och familjen nattflyn. Inga underarter finns listade i Catalogue of Life.